# Allan Simonsen
Pour les articles homonymes, voir Simonsen.
Cet article concerne le footballeur danois. Pour le pilote automobile danois, voir : Allan Simonsen (pilote automobile).
Allan Simonsen, né le 15 décembre 1952 à Vejle, est un footballeur international danois reconverti entraîneur.
Formé dans sa ville natale, au Vejle BK, Allan Simonsen rejointe l'Allemagne et le Borussia Mönchengladbach en 1972. En sept saisons, le Danois participe à deux victoires en Coupe de l'UEFA (en 1975 et 1979) et remporte trois éditions consécutives de la Bundesliga en 1975, 1976 et 1977.
En 1977, il reçoit le Ballon d'or dont il est l’unique joueur nordique lauréat. Simonsen est aussi le seul joueur à avoir marqué des buts en trois finales européennes : Coupe de l'UEFA, Coupe des vainqueurs de coupe et Coupe des champions. Son talent pour les passes décisives et son sens aigu du but lui permettent d'évoluer aussi bien en attaque que sur l'aile.
Il honore, entre 1972 et 1986, 55 sélections en équipe du Danemark, avec laquelle il inscrit vingt buts.

## Biographie

### Formation et débuts à Vejle
Né à Vejle en décembre 1952, Allan Simonsen commence le football à l'âge de six ans dans un club de la ville, le Vejle FC. Il se souvient : « J’ai toujours dû me battre pour tout. Je viens d’une famille qui vient de Vejle, où mes parents ont beaucoup travaillé. Il n’y avait pas beaucoup d’argent ».
En 1963, il rejoint le club phare de la ville, Vejle BK, club où son père évolue vingt-cinq ans auparavant. À 17 ans, il participe à un tournoi international à Düsseldorf dont il termine meilleur buteur et est élu meilleur joueur du tournoi. Hennes Weisweiler, entraîneur du Borussia Mönchengladbach, le repère alors.
En mars 1971, Simonsen fait ses débuts avec l’équipe première par une victoire (3-1) à domicile contre Karlskoga FF.  Et pour sa première saison, il remporte le championnat du Danemark. Il s'agit seulement du deuxième titre de champion de l'histoire du club, et le premier depuis 1958. L’année suivante, le BK conserve sa couronne et réalise le doublé avec la coupe du Danemark. Le 13 septembre 1972, il dispute son premier match de Coupe d'Europe contre le RSC Anderlecht.
Après quarante deux apparitions et seize buts, à vingt ans, Simonsen rejoint Hennes Weisweiler et Die Fohlen (les Poulains) en Allemagne.

### Ballon d'or avec Mönchenglabach

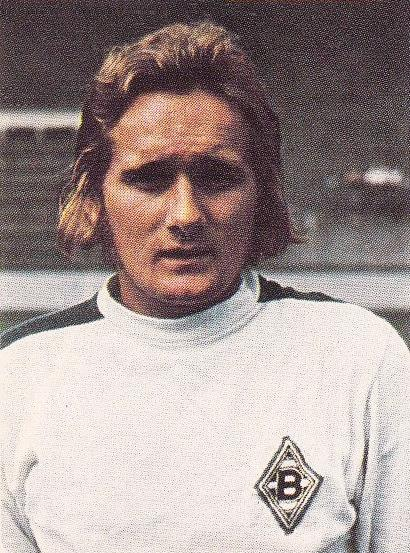
Le Danois Allan Simonsen en 1976, au Borussia.

Allan Simonsen arrive au Borussia Mönchengladbach en même temps que son compatriote et attaquant Henning Jensen, à l'origine de sa venue. Allan joue peu et peine à se faire à l'exigence de l'entraîneur Hennes Weisweiler. Après seulement six mois, Simonsen demande à être transféré, le Hambourg SV est intéressé mais Weisweiler s'y oppose. Au terme de sa première saison, il voit ses coéquipiers remporter la Coupe d'Allemagne et perdre en finale de la Coupe de l'UEFA face à Liverpool (3-0). Allan ne dispute que huit rencontres la première saison et se souvient : « Hennes Weisweiler m’a préparé à m’entraîner avec Berti Vogts en tant qu’adversaire. C’était dur. Jouer des matchs était un soulagement, car ce n’était pas aussi difficile que de s’entraîner contre Berti ».
Pour sa deuxième année, la saison 1973-74, Allan Simonsen ne prend part qu'à neuf rencontres, soit 17 en deux ans.
À partir de la saison 1974-75, il décroche une place de titulaire au poste d’ailier droit et dans un rôle de soliste dribbleur. Mönchengladbach réalise le doublé Coupe UEFA-Bundesliga. La première Coupe d'Europe du club est remportée au match retour de la finale face à Twente, où Simonsen inscrit un doublé (0-0, 1-5). En championnat, le Danois inscrit 18 buts en 34 matchs.
L'équipe remporte aussi les deux championnats suivants (1976, 1977) avec maintenant Udo Lattek comme entraîneur qui replace Simonsen en meneur du jeu orpheline de Netzer et Jensen. En mai 1977, il s'incline en finale de Coupe d'Europe des clubs champions, face à Liverpool (3-1), il égalise et marque le seul but de son équipe, mais doit laisser filer le trophée à son rival de l'époque Kevin Keegan.
En décembre 1977, le Ballon d'or est attribué à Allan Simonsen devant Kevin Keegan et Michel Platini,. En fin de saison 1977-78, le Borussia perd son titre de champion à la différence de but. Éliminé en demi-finale de Coupe des champions, Simonsen termine tout de même meilleur buteur de la coupe d'Europe. L'année suivante, l'équipe finit huitième. Simonsen totalise 28 buts en 59 matchs sur ces deux années.
Le 23 mai 1979, il remporte sa seconde Coupe de l'UEFA, aux dépens de l'Étoile rouge de Belgrade (1-1 et 1-0). Il inscrit le seul but du match retour, sur penalty et termine meilleur buteur. En fin de contrat, il quitte Mönchenglabach après 178 matches et 76 buts.

### Poursuite au Barça puis Charlton
En fin de contrat, Simonsen s'engage en juillet 1979 au FC Barcelone, qui l'approche déjà un an auparavant. Il devient le premier danois à porter le maillot du Barça et est censé succéder au légendaire Johan Neeskens. Il y est alors en concurrence avec Schuster et Krankl.
En 1981, après deux années sans titres, le FCB remporte la Coupe du Roi, face au Sporting Gijon (3-1).
Qualifié pour la Coupe des vainqueurs de coupes, l'équipe d'Udo Lattek se qualifie pour la finale grâce au seul but d'Allan Simonsen lors du match retour contre Tottenham Hotspur FC (1-1 puis 1-0). Simonsen et son homologue ailier Lobo Carrasco alimentent alors leur attaquant Quini. Le 12 mai 1982, le Barça remporte la compétition face au Standard de Liège (2-1). Buteur puis passeur décisif sur coup franc, Simonsen devient le premier joueur à marquer dans les finales de toutes les Coupes d’Europe (C1, C2 et C3). En raison du plafond de deux joueurs étrangers imposé dans les titulaires par la ligue espagnole et l’arrivée de Diego Maradona au Barça, Simonsen refuse une place de remplaçant et préfère continuer de jouer régulièrement dans un autre club.
Simonsen refuse le Real Madrid et Tottenham pour jouer au Charlton AFC, un club de D2 anglaise car il « en avai[t] marre d'être constamment sous pression ». Le club anglais investi fortement pour recruter le Danois et remonter en première division. Mais l'expérience tourne court et, malgré neuf buts en seize matches, il est libéré de son contrat en mars 1983 par le club qui ne peut plus le payer.

### Retour et fin au Vejle BK
Sans équipe début 1983, Allan Simonsen retourne au club de ses débuts, le Vejle BK et délivre une bonne saison avec treize buts en vingt-huit rencontres. Vejle termine à la huitième position du championnat. En décembre 1983, il termine troisième du Ballon d'or largement remporté par Michel Platini (110).
Lors de l’exercice 1984, le VBK remporte son cinquième titre de champion du Danemark. Simonsen manque la moitié de la saison à la suite de la fracture du tibia contractée à l’Euro 1984.
Revenu sur les terrains et toujours aussi efficace devant le but, il ne parvient néanmoins pas à retrouver l’intégralité de ses moyens physiques,.
En 1989, à 37 ans, Allan Simonse prend sa retraite des terrains après dix huit ans de carrière professionnelle.

### Carrière en équipe nationale
Peu après ses débuts au Vejle BK, Allan Simonsen est convoqué en Équipe du Danemark des moins de 21 ans et participe à six rencontres. Dès 1972, il connaît sa première cape avec la sélection A dirigée par Rudi Strittich pour un match amical contre l’Islande. Auteur d’un doublé, Simonsen participe à la victoire 5-2 du Danemark.
Le jeune homme de 20 ans est ensuite retenu dans l'équipe olympique pour participer aux JO de Munich. Il marque trois buts en autant de matchs au premier tour et participe à qualifier l'équipe éliminée lors de la seconde manche.
Il faut ensuite attendre une douzaine d’années avant de retrouver le Danemark dans une compétition internationale.
Sous la direction de Sepp Piontek, Simonsen joue un rôle crucial pendant les qualifications pour l'Euro 1964. Dans une rencontre décisive à Wembley en Angleterre, Simonsen inscrit le seul but de la rencontre sur penalty (victoire 0-1) et assure la qualification au premier tournoi international depuis les JO de 1972 et la première participation au Championnat d'Europe depuis 1964.
Le Championnat d'Europe de 1984 est une courte expérience pour Simonsen. Le 12 juin, lors du match d'ouverture contre la France, il se fracture le tibia dans un choc avec Yvon Le Roux. Malgré la perte de son joueur clef, le Danemark atteint les demi-finales de l'Euro, éliminé par Espagne (1-1 tab 5-4). Simonsen admet que, à la suite de cet incident, il « n'a jamais vraiment retrouvé [s]on meilleur niveau ».
Allan Simonsen est sélectionné dans l'équipe du Danemark pour de la Coupe du monde 1986. À la suite de l'émergence d'une nouvelle génération de joueur, il ne participe qu’à une seule rencontre, la troisième du premier tour contre l'équipe d'Allemagne de l'Ouest (victoire 2-0). Le Danemark est de nouveau éliminé par l'Espagne, en huitièmes de finale (5-1).
En septembre 1986, Simonsen met un terme à sa carrière internationale après un dernier match contre la RFA.
Selon la Fédération danoise de football, Simonsen joue 55 matchs pour l'équipe nationale danoise et marque vingt buts. Cependant, certaines sources choisissent d'inclure l'apparition de Simonsen dans un match de charité, joué le 25 février 1981 au stade olympique de Rome, au profit des victimes du tremblement de terre d'Irpinia, portant respectivement à 56 et 21, son nombre de matchs et de buts internationaux.

### Reconversion comme entraîneur

#### Échec au Velje BK
Seulement deux ans après sa retraite des terrains, Allan Simonsen devient entraîneur de son club formateur devenu centenaire, le Vejle Boldklub. Mais après le départ de plusieurs joueurs majeurs conjugué à celui des quatre associés dirigeant, Allan ne peut empêcher la première relégation du BK depuis 1956. En poste jusqu’en 1994, il ne parvient pas à faire remonter le club en Superligaen.

#### Sept ans à la tête des îles Féroé
En février 1994, Allan Simonsen est nommé sélectionneur de l'équipe des îles Féroé. Ce dernier va faire considérablement évoluer le football féroïen, passant d'un niveau de jeu amateur à un niveau de jeu plus professionnel. À sa demande, le FSF rallongea le championnat local pour augmenter le niveau de ses joueurs. Pour les éliminatoires à l'Euro 1996, l'équipe féroïenne tombe dans le groupe 8 comportant notamment Saint-Marin, adversaire du même acabit que la sélection féroïenne. Après cinq défaites, les Féroïens battent Saint-Marin, trois buts à zéro, remportant son premier match depuis le « Miracle de Landskrona » en 1990. C'est la première fois que les Féroïens gagnent sur un autre score qu'un but à zéro et, jusqu'en 2021, la plus grande victoire féroïenne depuis son affiliation à la FIFA. Lors de l'avant-dernière journée, l'équipe remporte son second match contre Saint-Marin à l'extérieur, sur le score de trois buts à un. C'est la première fois que les Féroïens remportent un match à l'extérieur.
Pour les qualifications à la Coupe du monde 1998, l'équipe termine 5e sur 6 avec deux victoires consécutives contre Malte, deux fois deux buts à un. C'est la première fois que les Féroïens remportent deux matchs consécutifs. Durant l'année 1997, l'équipe s'impose en Estonie face à la sélection locale, deux buts à zéro lors d'un match amical.
Pour les qualifications à l'Euro 2000, la Landsliðið obtient quelques bons résultats, faisant trois matchs nuls (0-0 en Lituanie, 2-1 et 1-1 contre l'Écosse puis 2-2 face à la Bosnie-Herzégovine). Finalement, l'équipe termine dernière de son groupe, avec trois points en dix matchs (3 matchs nuls pour 7 défaites) encaissant 17 buts, son plus faible nombre de buts encaissés.
Lors des qualifications à la Coupe du monde 2002, l'équipe obtient son meilleur total de points après un match nul en ouverture face à la Slovénie (2-2) et deux victoires sur le Luxembourg. L'équipe termine 5e sur six avec sept points, un record. Il quitte son poste en décembre 2001.
Allan Simonsen qualifie ce rôle de « meilleur job que j'aie jamais eu. Il y avait tout à construire et je n'avais pas la pression du résultat. Je n'avais aucun joueur professionnel, et j'ai dû partir de zéro. Certains jouaient même à d'autres sports. J'ai dû négocier avec les fédérations pour leur dire qu'ils devaient se concentrer sur le foot. C'était très marrant. Et à force de travail, on a fini par avoir quelques résultats. On a même fait 1-1 en Écosse. » 

#### Sélectionneur du Luxembourg puis dirigeant
De janvier 2002 à décembre 2004, Allan Simonsen est sélectionneur du Luxembourg.
En mars 2003, le Luxembourg s'incline 2-0 contre la Bosnie pour la troisième journée des éliminatoires de l'Euro 2004, où Simonsen retrouve notamment le Danemark.
Pour les premiers affrontement contre la Slovaquie, en éliminatoires de la Coupe du monde 2006, la Slovaquie de Dusan Galis bat le Luxembourg d'Allan Simonsen 3-1 à Bratislava et 4-0 à Luxembourg.
Après sept ans loin des terrains, Simonsen renoue avec le football en tant que directeur général du club danois FC Fredericia pendant deux saisons. À la suite du renvoi de l'entraîneur Thomas Thomasberg en avril 2013, il prend l'intérim avec Steen Thychosen jusqu’à la fin de la saison puis démissionne à la suite de cette expérience et s'éloigne du monde du football.

### Retraite
En 2013, il participe à la 10e saison de l'émission Vild med dans, la version danoise de Danse avec les stars. Sa participation a d'ailleurs obligé la production de l'émission à changer le règlement des votes par SMS « parce que 80 % étaient envoyées pour lui, malgré son piètre niveau »: Allan Simonsen est en effet une des personnalités préférées du Danemark. En 2022, un sondage publié par la presse danoise place l'ancien international parmi les personnalités préférées du pays.

## Style de jeu
Surnommé affectueusement « Simonet » en raison de sa petite taille, Allan Simonsen est principalement placé sur l'aile droite par ses entraîneurs. Il est réputé pour sa maîtrise du ballon, notamment devant le but. Simonsen se démarque aussi par la qualité de ses passes et sa vitesse sur le terrain. Simonsen est aussi surnommé : « The Bull » (le taureau en anglais) car combatif sur les terrains,.
Michel Platini se souvient : « Allan était vraiment un joueur formidable. Je me souviens clairement de ses incroyables talents de dribble, de sa vitesse et bien sûr de ses finales éclatantes ».
Durant sa carrière, Simonsen est comparé à l'anglais Kevin Keegan pour leur taille et poids mais aussi la vivacité de leurs gestes, l'agilité et l'adresse dont ils font preuve dans leurs dribbles et feintes, ainsi que leur combativité.

## Statistiques
Allan Simonsen marque un but en quatre matches européens pour le Vejle BK, 33 buts en 49 matches européens pour le Borussia Mönchengladbach et neuf buts en seize matches pour le FC Barcelone, auxquels s'ajoutent deux matches (sans but) en Supercoupe d'Europe avec Barcelone.
En tant que joueur du FC Barcelone, il dispute 71 matches (de championnat) lors desquels il marque 53 buts.

## Palmarès

### Titres et trophées
Au niveau continentale, Allan Simonsen remporte la Coupe des vainqueurs de coupes (C2) en 1982 avec le FC Barcelone, après avoir triomphé en Coupe de l'UEFA (C3) en 1975 et 1979 avec le Borussia Mönchengladbach.
Triple champion du Danemark en 1971, 1972 puis à la suite de son retour en 1984, il réalise le doublé avec la Coupe danoise en 1972. Arrivé en Allemagne, Simonsen remporte trois Championnats de RFA consécutifs (1975, 1976 et 1977) après la Coupe d'Allemagne en 1973 et combiné à la Supercoupe d'Allemagne 1976. En Espagne, il remporte uniquement la Coupe d'Espagne 1981.
| Vejle BK                                                                                                   | Borussia M'gladbach | FC Barcelone | Danemark                                                                            |
| --- | --- | --- | ----------------------------------------------------------------------------------- |
| - Championnat du Danemark (3) - Champion en 1971, 1972 et 1984 - Coupe du Danemark (1) - Vainqueur en 1972 | - Championnat d'Allemagne (3) - Champion en 1975, 1976 et 1977 - Vice-champion en 1974 et 1978 - Coupe UEFA (2) - Vainqueur en 1975 et 1979 - Finaliste en 1973 - Coupe d'Allemagne (1) - Vainqueur en 1973 - Supercoupe d'Allemagne (1) - Vainqueur en 1976 - Coupe des clubs champions européens - Finaliste en 1977 - Coupe intercontinentale - Finaliste en 1977 - Coupe de la Ligue - Finaliste en 1973 | - Coupe d'Europe des vainqueurs de coupe (1) - Vainqueur en 1982 - Coupe d'Espagne (1) - Vainqueur en 1981 - Championnat d'Espagne - Vice-champion en 1982 - Supercoupe de l'UEFA - Finaliste en 1979 | - Championnat nordique de football - Vainqueur en 1980 et 1985 - Finaliste en 1977. |

### Distinctions personnelles
En décembre 1977, récompensant alors le footballeur européen de l'année, le Ballon d'or est attribué à Allan Simonsen. Avec 74 points, il devance de peu ses deux concurrents : Kevin Keegan (71, cité onze fois à la première place contre sept fois pour Simonsen) et Michel Platini (70). Max Urbini, rédacteur en chef de France football, voit en lui « le lointain successeur des Praest, John Hansen (Juventus, années 50), Soerensen (Milan A.C., années 50), Nielssen (Bologne, Inter, années 60), tous vedettes européennes consacrées en leur temps comme l'est aussi, aujourd'hui, Jensen (Real), compagnon de promotion de l'heureux lauréat 1977 ». Simonsen raconte avoir été abasourdi par l'annonce : « À 14 ans, mes parents m'avaient écrit une chanson pour ma communion. Ils décrivaient tous les rêves que je voulais réaliser et dont je leur avais parlé. Il y avait l'envie de devenir professionnel, d'aller jouer en Espagne, d'emmener ma grand-mère avec moi pour un match en Italie, de devenir international danois. Tout s'est produit. Mais jamais je n'avais parlé de Ballon d'Or. Pour moi c'était quelque chose d'inaccessible » . Puis, lorsqu'un de ses meilleurs amis lui annonce, à la fin d'un match de football indoor, que des journalistes français avaient appelé chez lui pour informer sa femme de l'attribution du Ballon d'or à son mari, il pensait qu'il s'agissait d'une mauvaise plaisanterie. Il reste, en 2024, le seul joueur a voir offert ce trophée au Borussia Mönchengladbach et le seul joueur nordique à l'avoir emporté. Jusqu'à la remise du trophée 2022 à Karim Benzema, il est le seul Ballon d'or a ne pas avoir participé à la Coupe du monde de football de l'année suivante. La même année, il termine aussi Onze de Bronze, soit en troisième position de cette récompense décernée par le magazine Onze Mondial au meilleur joueur de football évoluant en Europe.
En décembre 1983, il termine troisième du Ballon d'or avec 25 points, à un point de Kenny Dalglish (26), tous deux loin derrière Michel Platini (110).
En fin de saison 1977-78, éliminé en demi-finale de Coupe des champions, Simonsen termine tout de même meilleur buteur de la coupe d'Europe, puis de la Coupe UEFA l'année suivante (9 buts).
Simonsen est nommé dans l'équipe type du championnat d'Allemagne en 1975, 1976 et 1977. En 2008, il intègre le Hall of Fame de la fédération danoise après avoir été intronisé au Hall of Fame des sportifs danois en 1995.